# Alkonyattól pirkadatig (televíziós sorozat)
Az Alkonyattól pirkadatig (eredeti cím: From Dusk till Dawn: The Series) egy 2014 és 2016 között vetített amerikai horror televíziós sorozat, amelyet Robert Rodriguez fejlesztett. A sorozat részét képezi az Alkonyattól pirkadatig filmes és képregényes franchiseának, amely a Gecko testvérek, a Fuller család és a Santanico Pandemonium történetét. A sorozat új karakterekkel és háttértörténetekkel növeli a film hangulatát, miközben kiterjeszti a kígyólények mitológiáját, mely során a Popol Vuh gazdag mitológiai törzénetére is hivatkozik és különösen a hős ikrek, Hunahpú és Xbalanqué legendájára támaszkodik.
A sorozat premierje 2014. március 11-én volt Rodriguez újonnan indult csatornáján, az El Rey Networkön. Az Amerikai Egyesült Államokon és Latin-Amerikán kívül a Netflix kínálatában volt elérhető 2022 novemberéig, Magyarországon az AXN Black mutatta be 2014. október 9-én. A sorozatot a FactoryMade Ventures készítette a Miramax közreműködésével, a vezető producer Rodriguez volt.
A sorozat harmadik évadát 2016. szeptember 6. és november 1. között vetítették. Bár a sorozatot hivatalosan soha nem kaszálták el, a Deadline Hollywood október 31-én jelentette, hogy lejárt a színészek szerződése.

## Cselekmény
Ebben a természetfeletti krimisorozatban középpontnában Seth Geckót és erőszakos, kiszámíthatatlan bátyját, Richard "Richie" Geckót. A testvéreket üldözi az FBI és egy texas ranger, Freddie Gonzalez is, mivel a fiúk egy bankrablása során többen is meghaltak, köztük rendőrök és Gonzalez mentora, Earl McGraw is. A Gonzalez által üldözött testvérpár a mexikói határ felé tart, ahol az egykori miniszter Jacob Fullert és családját túszul ejtik, hogy azok lakókocsijával kellhessenek át. A drogbáró Don Carlos egy sztriptízbárba irányítja őket, ahol kígyószerű emberek élnek, így a testvérpárnak és a családnak össze kell fognia, hogy pirkadatig túléljék.

## Szereplők

### Főszereplők
| Színész(nő)                 | Karakter                            | Magyar hang       | Évadok     | Évadok   | Évadok   |
| Színész(nő)                 | Karakter                            | Magyar hang       | 1          | 2        | 3        |
| --------------------------- | ----------------------------------- | ----------------- | ---------- | -------- | -------- |
| D. J. Cotrona               | Seth Gecko                          | Fehér Tibor       | Főszerep   | Főszerep | Főszerep |
| Zane Holtz                  | Richie Gecko                        | Horváth Illés     | Főszerep   | Főszerep | Főszerep |
| Jesse Garcia                | Ranger Ferdinand "Freddie" Gonzalez | Varga Gábor       | Főszerep   | Főszerep | Főszerep |
| Eiza González               | Santanico Pandemonium / Kisa        | Sallai Nóra       | Főszerep   | Főszerep | Főszerep |
| Madison Davenport           | Kate Fuller / Amaru                 |                   | Főszerep   | Főszerep | Főszerep |
| Brandon Soo Hoo             | Scott Fuller                        | Szalay Csongor    | Főszerep   | Főszerep | Főszerep |
| Robert Patrick              | Jacob Fuller                        | Haás Vander Péter | Főszerep   |          |          |
| Wilmer Valderrama           | Carlos Madrigal                     | Maday Gábor       | Főszerep   | Főszerep | Főszerep |
| Jake Busey                  | Aidan "Sex Machine" Tanner          |                   | Visszatérő | Főszerep | Főszerep |
| Esai Morales                | Lord Amancio Malvado                |                   |            | Főszerep |          |
| Danny Trejo                 | The Regulator                       |                   |            | Főszerep |          |
| Don Johnson / Jesse Johnson | Ranger Earl McGraw                  | Sebestyén András  | Főszerep   | Vendég   |          |

### Mellékszereplők
| Színész(nő)         | Karakter                | Évadok     | Évadok     | Évadok     |
| Színész(nő)         | Karakter                | 1          | 2          | 3          |
| ------------------- | ----------------------- | ---------- | ---------- | ---------- |
| Jamie Tisdale       | Margaret Gonzalez       | Visszatérő | Visszatérő | Visszatérő |
| Manuel Garcia-Rulfo | Narciso Menendez        | Visszatérő | Visszatérő |            |
| Brandon Smith       | Captain Chance Holbrook | Visszatérő | Visszatérő |            |
| Samantha Esteban    | Monica Garza            | Visszatérő |            |            |
| Briana Evigan       | Sonja Lam               |            | Visszatérő |            |
| Patrick Davis       | Rafa Infante            |            | Visszatérő |            |
| Alicia Sanz         | Paloma Gutierrez        |            | Visszatérő |            |
| Demi Lovato         | Maia                    |            | Visszatérő |            |
| Jeff Fahey          | Eddie Cruickshank       |            | Visszatérő |            |
| Emily Rios          | Ximena Vasconcelos      |            | Visszatérő | Visszatérő |
| Ana de la Reguera   | Lord Venganza Verdugo   | Visszatérő | Visszatérő | Visszatérő |
| Maurice Compte      | Brasa                   | Visszatérő | Visszatérő | Visszatérő |
| Marko Zaror         | Zolo                    | Visszatérő | Visszatérő | Visszatérő |
| Tom Savini          | Burt                    | Visszatérő | Visszatérő | Visszatérő |
| Nicky Whelan        | Dr. Dakota Block        | Visszatérő | Visszatérő | Visszatérő |

### Vendégszereplők
1.évad
- Lane Garrison mint Pete Bottoms
- Joanna Going mint Jennifer Fuller
- Collin Fish mint Kyle Winthrop
- Edrick Browne mint Frost
- James Remar mint Ray Gecko
- William Sadler mint Big Jim
- Adrianne Palicki mint Vanessa Styles
- Jesse Borrego mint Chet, Twister postás
- Sam Medina mint Razor Charlie

2.évad
- Brian Cage mint kígyó teremtés
- David Maldonado mint Baltazar Ambrose
- Chris Browning mint Nathan Blanchard
- Hemky Madera mint Celestino Oculto
- Jere Burns mint Winchester Greely
- Gabriel Gutierrez mint bíró
- Gary Busey mint talajkutató
- Neal Kodinsky mint J.D.
- Danny Trejo mint szabályozó
- Demi Lovato mint Maia

3. évad
- Natalie Martinez mint Amaru
- José Zúñiga mint Emilio
- Lobo Sebastian mint Alonzo
- Michael Esparaza mint Gecko asszisztense
- Joseph Gatt mint koponyaörző
- Shad Gaspard mint Olmeca
- Gabrielle Walsh mint Manola Jimenez
- Jimmy Bennett mint fantasztikus Bandmante
- Daniel Zovatto mint Tommy
- Alina Vega mint fantasztikus Bandmate
- Robert Knepper mint Ranger Gary Willet
- Fernanda Andrade mint Solaya/Itzpa
- Geno Segers mint Tatuaje tábornok

## Gyártás
Az Alkonyattól pirkadatig volt az első forgatókönyvvel rendelkező eredeti sorozat az El Rey Networkön. A sorozat alkotója és showrunnerre Rodriguez volt, aki a bevezető részt és több más epizódot is rendezett. Rodriguez azt nyilatkozta, hogy az eredeti film "az egyik kedvenc film, amit korábban Quentin Tarantinoval készítettem, és amelyről még ma is kérdeznek minket. Sok mindent szerettem volna felfedezni benne, amit nem tudtam. És kicsit mélyebben beleástam magam a mezoamerikai mitológiákba, az azték és maja mitológiákba, és abba, hogy hol létezhetett akkoriban egy vámpírkultúra, és lenyűgöző dolgokra bukkantam."

## Nemzetközi adás
A sorozatot Ausztráliában 2014. július 1-jén mutatták be az SBS 2-n. Az Egyesült Királyságban a 2016. január 4-én tűzték műsorra a Spike televízióadón.

## Epizódok
| Évad | Évad | Részek száma | Részek száma | Eredeti sugárzás    | Eredeti sugárzás  | Eredeti adó    | Magyar sugárzás    | Magyar sugárzás   | Magyar adó |
| Évad | Évad | Részek száma | Részek száma | Évadbemutató        | Évadzáró          | Eredeti adó    | Évadbemutató       | Évadzáró          | Magyar adó |
| ---- | ---- | ------------ | ------------ | ------------------- | ----------------- | -------------- | ------------------ | ----------------- | ---------- |
|      | 1.   | 10           | 10           | 2014. március 11.   | 2014. május 20.   | El Rey Network | 2014. október 9.   | n. a.             | AXN Black  |
|      | 2.   | 10           | 10           | 2015. augusztus 25. | 2015. október 27. | El Rey Network | 2015. november 26. | n. a.             | AXN Black  |
|      | 3.   | 10           | 10           | 2016. szeptember 6. | 2016.november 1.  | El Rey Network | 2017. február 10.  | 2017. február 22. | AXN Black  |

## Fogadtatás
Alkonyattól pirkadatig többnyire kedvező kritikákat kapott. A Metacritic értékelésgyűjtő oldala kilenc kritika alapján "általában kedvező" pontszámot adott az első évadra, 61/100.
Egy másik véleménygyűjtő oldalon, a Rotten Tomatoes-on a szezon 75%-os besorolással rendelkezik, átlagosan 10-ből 6,6, 16 vélemény alapján. Az Entertainment Weekly Must listáján az 1. helyre választotta, és a The Hollywood Reporter a legmenőbb új fikciós műsorok közé választotta.

## Jelölések
| Év   | Díj                      | Kategória                          | Átvevő              | Eredmény |
| ---- | ------------------------ | ---------------------------------- | ------------------- | -------- |
| 2015 | Fangoria Chainsaw Awards | Best TV Supporting Actor           | Zane Holtz          | Jelölve  |
| 2015 | Szaturnusz-díj           | Best Limited Run Television Series | From Dusk Till Dawn | Jelölve  |

## Zene
A sorozat első évadjának zenei albumát 2015. május 5-én adták ki a Chingon Music kiadónál. Az albumon Robert Rodriguez együttesének, a Chingonnak (1-6. szám) és a sorozat zeneszerzőjének, Carl Thielnek (7-20. szám) a dalai találhatóak meg.
| Szám | Cím                                                                        | Hossz |
| ---- | -------------------------------------------------------------------------- | ----- |
| 1.   | "After Dark (Spanish Version)" (Tito & Tarantula cover; series theme song) | 5:54  |
| 2.   | "Hey Baby Que Paso"                                                        | 3:08  |
| 3.   | "El Rey"                                                                   | 3:13  |
| 4.   | "Cascabel"                                                                 | 4:47  |
| 5.   | "Malaguena Salerosa"                                                       | 4:07  |
| 6.   | "Cuka Rocka (Extended)"                                                    | 6:11  |
| 7.   | "It's Gonna Be a Long Day"                                                 | 2:07  |
| 8.   | "The Lost Shepherd"                                                        | 2:52  |
| 9.   | "Blood in the Sand"                                                        | 1:31  |
| 10.  | "Encounter in Room 207"                                                    | 1:56  |
| 11.  | "Border Station Shootout"                                                  | 1:53  |
| 12.  | "Beyond the Border"                                                        | 1:57  |
| 13.  | "A Lover's Prelude"                                                        | 1:58  |
| 14.  | "El Rinche"                                                                | 1:56  |
| 15.  | "Vampire Battle"                                                           | 2:30  |
| 16.  | "A New World"                                                              | 1:39  |
| 17.  | "Labyrinth of the Mind"                                                    | 2:15  |
| 18.  | "The Trial Begins"                                                         | 2:44  |
| 19.  | "Cheyenne or Phoenix"                                                      | 1:29  |
| 20.  | "The Pyramid and the Farewell"                                             | 3:34  |

## Fordítás
Ez a szócikk részben vagy egészben  a   From Dusk till Dawn: The Series című angol Wikipédia-szócikk fordításán alapul.  Az eredeti cikk szerkesztőit annak laptörténete sorolja fel. Ez a jelzés csupán a megfogalmazás eredetét és a szerzői jogokat jelzi, nem szolgál a cikkben szereplő információk forrásmegjelöléseként.